# Швітуріо-арена
Швітуре Арена (лит. Švyturio Arena) — крита багатофункціональна арена для проведення розважальних та спортивних заходів у Клайпеді, Литва.
Місткість арени для баскетбольних матчів становить 5486 осіб, для хокейних — 4416 і 7450 осіб для концертів.
Будівництво арени було завершено 28 липня 2011 до чемпіонату Європи з баскетболу, який проходив з 31 серпня по 5 вересня 2011, арена приймала ігри групи D.
Спочатку планувалося, що арена буде називатися «Klaipėda Arena», але пивоварна компанія «Švyturys-Utenos alus» придбала права на назву та перейменувала споруду у «Švyturio Arena».